# Col de la Croix-de-Berthel
Le col de la Croix de Berthel est un col routier situé sur la commune de Pont de Montvert - Sud Mont Lozère, dans le Massif central, dans le département français de la Lozère.

## Géographie
Dans la forêt domaniale du Bougès, le col se trouve à 1 088 m d'altitude sur la ligne de partage des eaux entre océan Atlantique et mer Méditerranée. Il est dans le périmètre du parc national des Cévennes.

### Accès
Le col est à l'intersection des routes départementales 998 et 35 (dite route des crêtes) dont il constitue une extrémité.

## Histoire
Le col se trouve sur la commune où a débuté le 24 juillet 1702 la guerre des Camisards.

## Cyclisme
Le col est franchi à deux reprises par le Tour de France lors de :
- la 14e étape de l'édition 1984, allant de Rodez au Domaine du Rouret ; le Belge Fons De Wolf passe en tête au sommet ;
- la 14e étape de l'édition 2018, allant de Saint-Paul-Trois-Châteaux à Mende ; l'Espagnol Gorka Izagirre le franchit en première position.

## Randonnée
Ici partagé avec le GR72 et le GR68, le sentier de grande randonnée 7, reliant le ballon d'Alsace à Andorre, passe au col. En région Occitanie, le GR7 inclut le sentier européen E4.